# Baixo Alentejo (Provinz)

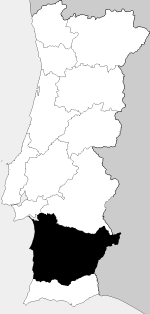
Historische Provinz Baixo Alentejo

Baixo Alentejo (portugiesisch für Unteres Jenseits-des-Tejo) war von 1936 bis 1976 eine der elf Provinzen Portugals. Sie existieren heute nur noch in der Umgangssprache oder in historisch begründeten Begriffen.
Beja war die Hauptstadt der Provinz. Sie umfasste das Gebiet des heutigen Distrikt Beja und die südliche Hälfte des heutigen Distrikt Setúbal.
Der Begriff des Baixo Alentejo bezeichnet in der heutigen Verwaltungsgliederung Portugals lediglich die statistische Subregion des Baixo Alentejo.